# Theory of Love - Thribsadee jeeb ter
Theory of Love - Thribsadee jeeb ter (Theory of Love ทฤษฎีจีบเธอ) è una serie televisiva thailandese creata da GMMTV e diretta da Nuttapong Mongkolsawas, adattamento dell'omonima graphic novel di JittiRain. Va in onda su GMM 25 dal 1 giugno 2019, per poi concludersi il 17 agosto dello stesso anno.
La serie viene inoltre pubblicata in latecast su Line TV e YouTube.

## Trama
Third è uno studente di filmologia insieme ai suoi migliori amici Two, Bone e Khai. Segretamente innamorato di Khai fin dal loro primo incontro, per tre anni ha nascosto i suoi sentimenti, supportando e amando il ragazzo silenziosamente, consapevole di non avere nessuna possibilità con lui, poiché Khai è eterosessuale e un playboy. Per molto tempo Third continua a guardarlo portare a casa una ragazza diversa ogni sera, ma nonostante abbia provato tante volte a vederlo solo come un amico, ha sempre fallito. Perché, nonostante sia facile innamorarsi, è difficile smettere di amare. Almeno fino a quando Third non viene a conoscenza di un segreto che gli spezza completamente il cuore tanto da decidere di dimenticare per sempre il suo amore impossibile. Ma quando finalmente sembra riuscire ad andare avanti, sarà Khai, invece, a capire di provare qualcosa di serio per l'amico.

## Personaggi e interpreti

### Principali
- Third, interpretato da Atthaphan Phunsawat "Gun".
Ragazzo riservato e dall'animo romantico e gentile. Appassionato di cinema, studia filmologia e carica sul web diverse recensioni. Migliore amico di Two, Bone e Khai, è segretamente innamorato di quest'ultimo dal primo momento in cui l'ha visto.
- Khai, interpretato da Jumpol Adulkittiporn "Off".
Migliore amico di Two, Bone e Third, è un ragazzo solare ed egocentrico che spesso agisce senza pensare. Playboy incallito, il suo obbiettivo è conquistare una ragazza per ogni facoltà, ma finirà per rendersi conto di provare qualcosa di serio per il migliore amico Third.

### Ricorrenti
- Two, interpretato da Nawat Phumphothingam "White".
Migliore amico di Third, Khai e Bone. Verrà a conoscenza dei sentimenti di Third per Khai ma notando quanto l'amico soffra a causa sua, cercherà di aiutarlo a superarli. Ragazzo allegro e altruista che viene considerato un genio della fotografia. È un caro amico di Lynn per la quale ha una cotta fin dalle superiori ma in seguito inizierà a provare dei sentimenti per Un.
- Bone, interpretato da Chinnarat Siriphongchawalit "Mike".
Migliore amico di Third, Khai e Two. Si innamora a prima vista di Pan, ma scopre in seguito che si tratta di una sua professoressa. Lavora in un bar in cui si noleggiano anche film. Playboy come Khai, i due vanno spesso insieme per locali.
- Un, interpretato da Pirapat Watthanasetsiri "Earth".
Uno dei ragazzi più popolari dell'università. È sempre molto gentile con Third, tanto che i suoi amici credono che abbia una cotta per lui. In realtà, la persona che gli piace è Two,  ma non ha mai avuto il coraggio di parlargli.
- Lynn, interpretata da Neen Suwanamas.
Amica di Two fin dalle superiori e suo interesse amoroso. Dopo essersi lasciata con il suo ragazzo, inizia una relazione con Two ma i due finiranno per lasciarsi quando egli si rende conto di essersi innamorato di Un.
- Pan, interpretata da Sara Legge.
Professoressa di Third, Khai, Two e Bone, di cui quest'ultimo è innamorato.
- Shane, interpretato da Patara Eksangkul "Foei".
Uno dei migliori amici di Un.

## Episodi
Tutti i titoli degli episodi (con le rispettive locandine) fanno riferimento a film romantici.
| Episodio | Titolo originale                      | Nome del film in italiano                | Messa in onda  |
| -------- | ------------------------------------- | ---------------------------------------- | -------------- |
| 1        | Dear Dakanda (Best Friends)           | Dear Dakanda                             | 1º giugno 2019 |
| 2        | Love Actually                         | Love Actually - L'amore davvero          | 8 giugno 2019  |
| 3        | Friends with Benefits                 | Amici di letto                           | 15 giugno 2019 |
| 4        | Crazy, Stupid, Love                   | Crazy, Stupid, Love                      | 22 giugno 2019 |
| 5        | 10 Things I Hate About You            | 10 cose che odio di te                   | 29 giugno 2019 |
| 6        | Eternal Sunshine of the Spotless Mind | Se mi lasci ti cancello                  | 6 luglio 2019  |
| 7        | Flipped                               | Il primo amore non si scorda mai         | 13 luglio 2019 |
| 8        | The Proposal                          | Ricatto d'amore                          | 20 luglio 2019 |
| 9        | Rak Saam Sao                          | Rak Saam Sao                             | 27 luglio 2019 |
| 10       | Begin Again                           | Tutto può cambiare                       | 3 agosto 2019  |
| 11       | He's Just Not That Into You           | La verità è che non gli piaci abbastanza | 10 agosto 2019 |
| 12       | Fan chan                              | Fan chan                                 | 17 agosto 2019 |

## Colonna sonora
- Getsunova - Phra ek jamlong (sigla iniziale)(sigla iniziale e finale)[4]